# Шомло, Тамаш (оператор)
Та́маш Шо́мло (венг. Somló Tamás; 21 марта 1929, Будапешт, Венгрия, ныне Венгрия — 19 декабря 1993, там же) — венгерский кинооператор и кинорежиссёр.

## Биография
В 1949 году окончил Высшую школу театра и кино. Был фоторепортёром и вторым оператором. В 1951—1958 годы снимал документальные, научно-популярные и учебные фильмы, а с 1959 года («Колокола ушли в Рим») — игровые, как правило, режиссёра Миклоша Янчо. Работал над научно-популярными и учебными картинами, освещавшими вопросы кибернетики и медицины.

## Избранная фильмография

### Оператор
- 1955 — Полуостров Тихань /  (к/м)
- 1957 — На окраине города / A város peremén (к/м)
- 1958 — Деркович /  (к/м, с М. Янчо)
- 1958 — Колокола отправляются в Рим / A harangok Rómába mentek
- 1961 — Сердцебиение / Szívdobogás
- 1961 — Тивадар Чонтвари Костка / Csontváry Kosztka Tivadar (к/м)
- 1961 — Биение сердца / Gondolkodó gépek (к/м)
- 1961 — Вашархейские колориты / Vásárhelyi színek
- 1962 — Развязки и завязки / Oldás és kötés
- 1964 — Так я пришёл / Így jöttem
- 1965 — Без надежды / Szegénylegények
- 1967 — Три ночи любви / Egy szerelem három éjszakája
- 1967 — Звёзды и солдаты / (с СССР)
- 1967 — Прошедший день / Eltávozott nap
- 1968 — Опрометчивый брак / Elsietett házasság
- 1968 — Светлые ветры / Fényes szelek (с М. Янчо)
- 1969 — Знаете ли вы «санди-манди»? / Ismeri a szandi mandit?
- 1970 — Башня голубого огня / Érik a fény
- 1971 — Жила-была семья / Volt egyszer egy család
- 1972 — Похищение по-венгерски / Emberrablás magyar módra
- 1973 — Убийцы неизвестны / Ártatlan gyilkosok
- 1976 — Призрак из Люблина / Kísértet Lublón (в советском прокате «Золотые дукаты призрака»)
- 1980 — Закат солнца в полдень / Naplemente délben
- 1981 — Плешивый пес / Kopaszkutya
- 1983 —  / Fabulon (к/м)

### Режиссёр
- 1961 — Биение сердца / Gondolkodó gépek (к/м)
- 1962 — Мыслящие машины /  (к/м)
- 1963 — Кибернетика /
- 1965 — Музыка и счётные машины /
- 1966 — Несколько взглядов на человеческий мозг /
- 1969 — Операция на мозге /
- 1970 — Операция на сердце /
- 1971 — Бессмертный легионер /
- 1980 —  / Vissza az útra (к/м)
- 1980 —  / «M», mint metro (к/м)
- 1983 —  / Jó napot, Komárom megye (к/м)
- 1983 —  / Fabulon (к/м)
- 1983 —  / Felfedezem Komárom megyét (к/м)
- 1983 —  / Egy fogas kérdés (к/м)

### Сценарист
- 1961 — Биение сердца / Gondolkodó gépek (к/м)
- 1980 —  / Vissza az útra (к/м)
- 1980 —  / «M», mint metro (к/м)
- 1983 —  / Jó napot, Komárom megye (к/м)
- 1983 —  / Fabulon (к/м)
- 1983 —  / Felfedezem Komárom megyét (к/м)
- 1983 —  / Egy fogas kérdés (к/м)

### Актёр
- 1969 — Знаете ли вы «санди-манди»? / Ismeri a szandi mandit?

## Награды
- 1962 — Премия имени Белы Балажа
- 1968 — Премия имени Белы Балажа
- 1985 — Заслуженный артист ВНР